# دفتر آمایش سرزمین

نقشه زمین‌های متعلق به سازمان‌های مختلف دولت فدرال را نشان می‌دهد. رنگ زرد نشان‌دهندهٔ دارایی‌های اداره مدیریت زمین است.

دفتر آمایش سرزمین یا دفتر مدیریت سرزمین (به انگلیسی: Bureau of Land Management) یک آژانس در وزارت کشور ایالات متحده است که مسئول اداره زمین‌های فدرال ایالات متحده است. دفتر آمایش سرزمین که مقر آن در واشینگتن دی‌سی است، بر بیش از ۲۴۷٫۳ میلیون جریب فرنگی (۱٬۰۰۱٬۰۰۰ کیلومتر مربع) زمین، یا یک‌هشتم کل خشکی ایالات متحده نظارت دارد.
این دفتر توسط کنگره در زمان ریاست‌جمهوری هری اس. ترومن در سال ۱۹۴۶ با ترکیب دو آژانس موجود ایجاد شد: اداره کل زمین ایالات متحده و خدمات چرا. این آژانس نزدیک به ۷۰۰ میلیون جریب فرنگی (۲٬۸۰۰٬۰۰۰ کیلومتر مربع) دستگاه دولت فدرال را مدیریت می‌کند. از املاک معدنی زیرسطحی واقع در زیر زمین‌های فدرال، ایالتی و خصوصی توسط قانون اسکان در سال ۱۸۶۲ از حقوق سطحی آنها جدا شده است. بیشتر زمین‌های عمومی دفتر آمایش سرزمین در این ۱۲ ایالت غربی واقع شده‌اند: آلاسکا، آریزونا، کالیفرنیا، کلرادو، آیداهو، مونتانا، نوادا، نیومکزیکو، اورگان، یوتا، واشینگتن و وایومینگ.